# Ladapèira
Lada Peire (en francès Ladapeyre) és una localitat i comuna de França, a la regió de la Nova Aquitània, departament de la Cruesa. La seva població al cens de 1999 era de 329 habitants. Està integrada a la Communauté de communes de la Petite Cruesa.

## Demografia
| 1968 | 1975 | 1982 | 1990 | 1999 |
| ---- | ---- | ---- | ---- | ---- |
| 495  | 391  | 380  | 336  | 329  |

## Administració
| Període   | Identitat        | Partit |
| --------- | ---------------- | ------ |
| 2001-2008 | Serge Rapinat    |        |
| 2008-     | Jacques Banville |        |